# Капустинський Ліс
Капусти́нський Ліс — село в Україні, у Збаразькій міській громаді Тернопільського району Тернопільської області. Розташоване на річці Гнізна, на півночі району. Раніше хутір. До 2020 підпорядковане Капустинській сільраді.
Населення — 42 особи (2001).

## Історія
Засноване 1870 року.
Перша письмова згадка – 1870 р. як присілок (хутір) с. Капустинці. Назва похідна від с. Капустинці та місця розташування – у лісі. 
Із села в УГА воювали С. Ґонта, М. Дячук, П. Козак, Кирило, Олексій і Федір Телев’яки.
Від 1929 діяло товариство «Просвіта» та кооператива.
У 1938 р. у початковій школі навчалося 20 учнів. 
Впродовж 1934–1939 рр. як присілок належало до ґміни Капустинці. 
В ОУН і УПА перебували, загинули, репресовані, симпатики – 8 осіб; криївка була на подвір’ї М. Агрес.
У березні 1949 р. діяла початкова школа. 
У лютому 1952 р. як хутір належав Капустинській сільській раді; у 32-х будинках було 129 жителів. 
Земельні паї орендують ТзОВ “Берегиня Добра” і ТзОВ “Щедра нива”.
12 червня 2020 року, відповідно до Розпорядження Кабінету Міністрів України від  № 724-р «Про визначення адміністративних центрів та затвердження територій територіальних громад Тернопільської області», село увійшло до складу Збаразької міської громади.
19 липня 2020 року, в результаті адміністративно-територіальної реформи та ліквідації Збаразького району, село увійшло до складу новоутвореного Тернопільського району.

## Галерея

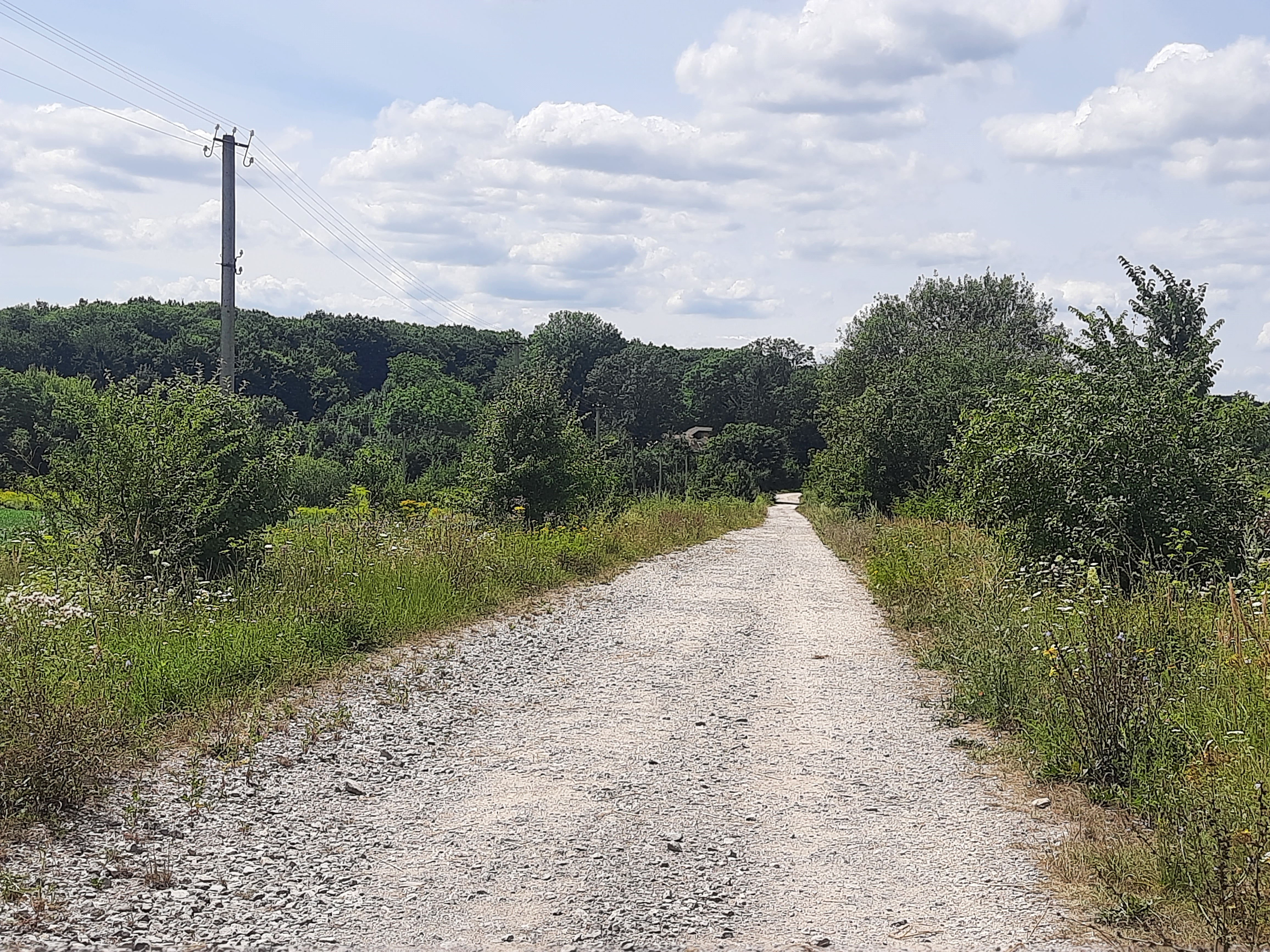
Дорога в село
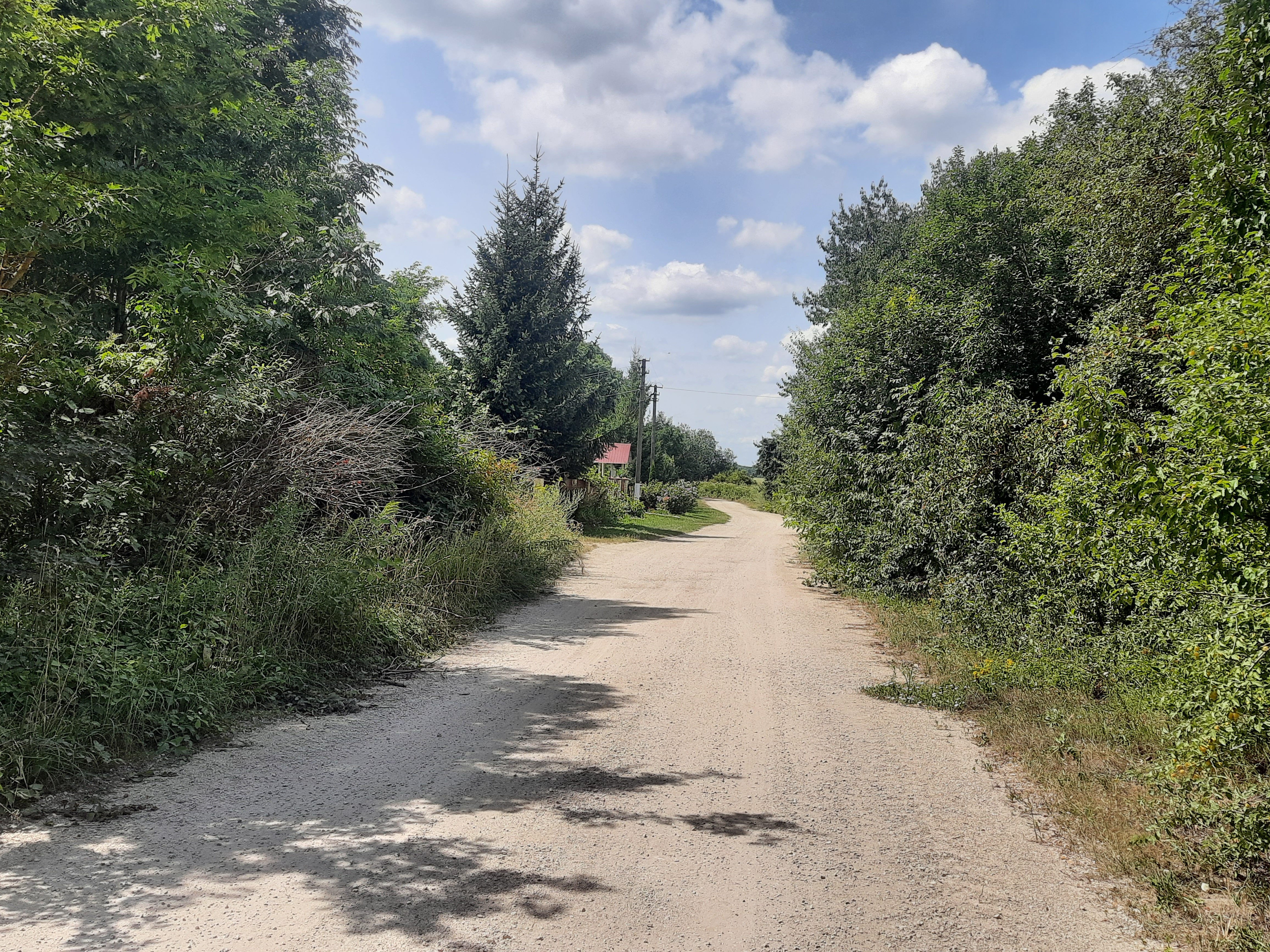
В'їзд у село
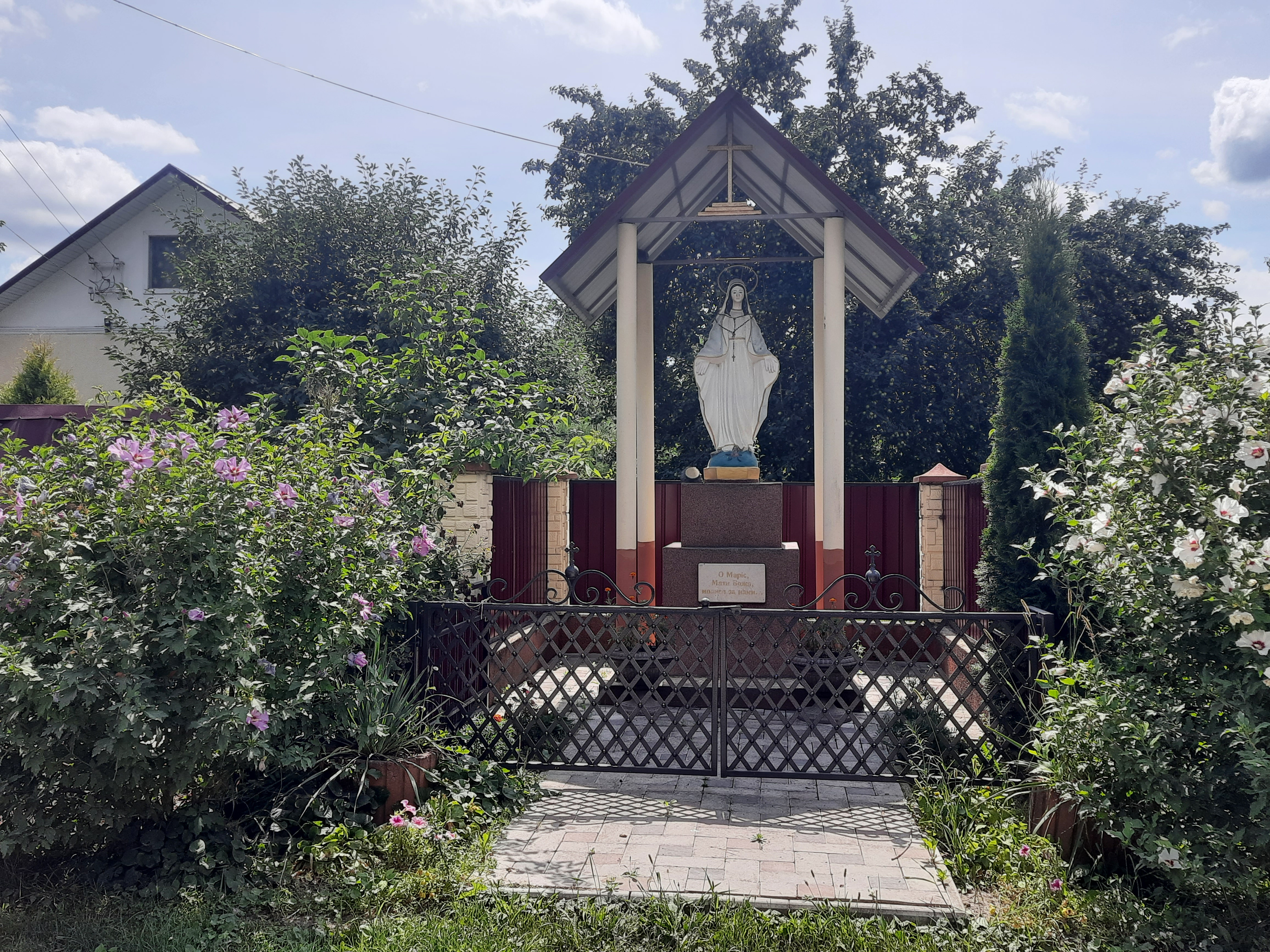
Статуя Божої Матері
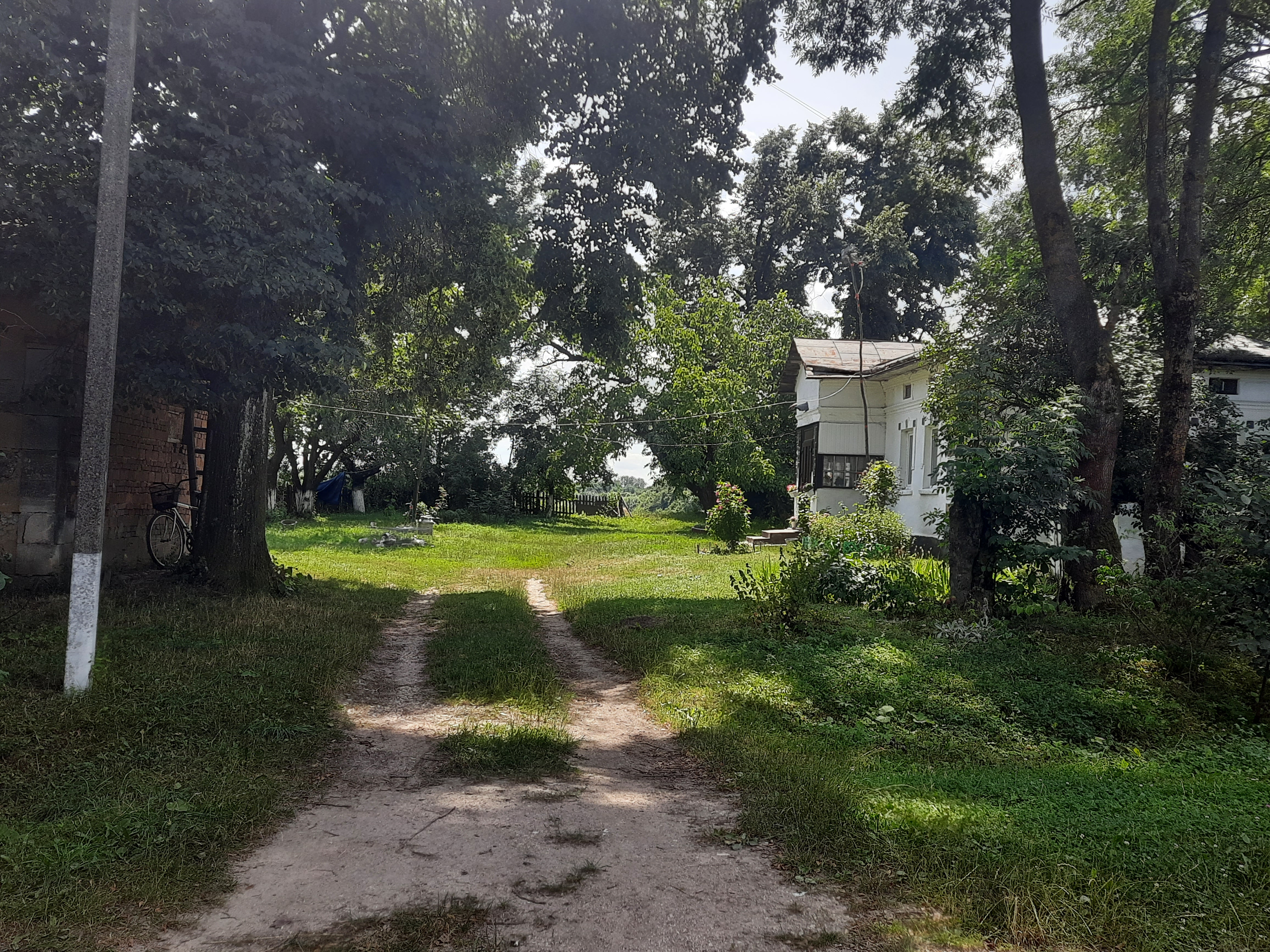
Сільська оселя